# أمعائية غريغوفية
أمعائية غريغوفية (الاسم العلمي: Enterobacter gergoviae) هي نوع من البكتيريا يتبع جنس الأمعائية من الفصيلة الأمعائيات.